# Computers and Structures
Computers and Structures, Inc. (CSI) es una compañía de software estructural y de ingeniería sísmica fundada en 1975  y con sede en Walnut Creek, California, además de una oficina en Nueva York. Algunos programas de análisis estructural y diseño producidos por CSI son: SAP2000, CSiBridge, ETABS, SAFE, PERFORM-3D, y CSiCOL.
Uno de los programas de esta empresa, ETABS, fue utilizado para crear el modelo matemático del Burj Khalifa, el edificio más alto del mundo, diseñado por la firma Skidmore, Owings & Merrill LLP (SOM) de Chicago.